# 若林克彦 (技術者)
若林 克彦（わかばやし かつひこ、1933年〈昭和8年〉9月9日 - 2024年〈令和6年〉7月18日）は、大阪市出身の日本の技術者、実業家。ハードロック工業創業者、代表取締役会長。「ナニワの発明王」の異名を持つ。

## 来歴・人物
今宮工業高等学校を経て、1956年、大阪工業大学機械工学科卒業。世界でオンリーワンの機械部品「ハードロックナット」を発明・開発。1974年、ハードロック工業を創業、代表取締役会長。「世界が注目する日本の中小企業100社」にも選出された。第10回日本イノベーター大賞、第35回発明大賞本賞、2009年旭日双光章を受章。主な著書は、「絶対にゆるまないネジ - 小さな会社が世界一になる方法」（中経出版）。
新幹線、明石海峡大橋、六本木ヒルズ、東京スカイツリー、バンクーバー五輪のボブスレー日本代表チームのそりなど国内採用だけでなく、NASAのスペースシャトル、台湾・中国・韓国・イギリス・ポーランド・オーストラリアなどの鉄道会社からの海外採用も好調で、「匠の技術」を持つ『絶対に緩まないナット』として世界中の顧客から信頼を得ている。
海外メディアのイギリスBBCが2006年、英国内で起きた鉄道事故を検証するドキュメンタリー番組で「ハードロックナット」の有効性を紹介し、同国の鉄道が一斉に採用に踏み切った。国内メディアでは、2008年10月27日放送のテレビ東京『日経スペシャル カンブリア宮殿』で紹介されている。
2024年7月18日に死去。満90歳没。叙従六位。

## テレビ出演
- 日経スペシャル カンブリア宮殿 「"安全"を開発せよ！～ナニワの発明王が吼える！日本のものづくりは死なない～」（2008年10月27日、テレビ東京）- ハードロック工業 代表取締役社長として出演[12]。

## 書籍

### 著書
- 『絶対にゆるまないネジ 小さな会社が「世界一」になる方法』（2011年3月2日、中経出版）ISBN 9784806139744